# 위챗
위챗(영어: WeChat) 또는 웨이씬(중국어: 微信, 병음: Wēixìn)은 텐센트 홀딩스 유한회사가 개발하고 2011년 1월 21일에 시작한 모바일 인스턴트 메신저이다. 2015년 12월 위챗의 회원 수는 10억 명을 돌파했고, 적극적인 사용자는 약 6억 5천만 명이다.
앱은 무료이므로 스마트폰 사용자는 추가비용이 없고, 앱마트에서 자유롭게 내려받을 수 있다. 또한, “위챗”을 이용해서 메시지, 사진, 동영상 전송에, 음성, 영상, 그리고 채팅 등을 실행할 수 있다.
2012년 10월 17일 기준으로 PC 터미널에서도 실행된다.

## 중국의 통제
위챗에서 메시지를 보내는 경우 중국에서 검열을 하거나 아예 계정을 차단 하는 경우도 있다. 심지어 메시지 하나 잘못보냈다고 법적인 처벌을 받을수도 있으며 나무위키에서 중국의 한 청소년이 team roket에게 고맙다는 말을 했는데 고작 "roket"이라는 단어가 들어간 이유로 계정이 차단당했었다는 이야기가 있다.

## 이름 유래
위챗은 2011년 서비스 출시 당시에는, 중국 내 사용자들을 중심으로 한 서비스 제공을 목적으로 ‘웨이신’이라는 중국어 명칭으로 서비스를 출시하였으나, 이용자 층의 급격한 증가와 함께 글로벌 시장을 새롭게 공략하고자 하는 목적에서 2012년 4월 서비스 명칭을 지금의 ‘위챗’으로 변경하였다.

## 기능
- 메시지, 사진, 동영상전송: 주 기능으로 상대방에게 메시지, 사진, 동영상, 연락처를 전송할 수 있다.
- 음성, 영상 채팅 텍스트 말고 직접 대화 가능.
- 그룹 채팅:  한 명 또는 채팅방을 통해 여러 명과 함께 대화할 수 있다.
- 편한 친구 자동 등록: 스마트폰 전화부 내 있는 번호를 뿐만 아니라 QQ 친구도 추가할 수 있다. 또 아이디를 알면 그 상대방을 친구 신청할 수 있다.
- 룩 어라운드: 주변 사람들을 거리순으로 보여준다.(위치 기반 서비스,Location-based service/ LBS)
- 셰이크 기능: 흔들면 같은 시각에 흔든 사람과 연결된다. 그리고 컴퓨터에서 IE플러그 인 설치되면 스마트폰을 흔들면서 컴퓨터의 사진을 스마트폰으로 전송할 수 있다.
- 사진첩: 사진 올리고 친구들이 밑에서 댓글을 남길 수 있다.
- 개인 QR코드: 사용자 자신의 QR 코드를 만들고 상대방은 스마트폰으로 스캔하면 번호, 아이디가 없어도 친구를 맺는다.
- PC단말 사용 가능: 스마트폰으로 인터넷 홈페이지에서 QR 코드를 스캐닝해서 PC 자동 등록된다.
- 드리프트 보틀:  유리병에 담아 메시지를 바다에 던지면, 그 메시지를 주운 사람과 대화가 가능하다.

## 역사와 배경
위챗은 중국에서 독보적인 우위를 점하고 있는 메신저 회사 텐센트(QQ)의 자회사이다. 2010년 10월 런칭 이후 1년 만에 5000만 이상의 사용자를 보유하게 됨으로써 다른 경쟁 모바일 메신저들보다 우위를 점하였다. 우선 Kik의 자극을 받고 텐센트가 이동QQ와 협력하는 것을 필요하다고 생각하다.
2011년 1월 21일 Wechat1.0 버전을 출시했다. 이 버전이 사진, 그림 등 보낼 수 있다.
2011년 6월 8일 Wechat2.1 버전을 출시했다. 이 버전이 QQ와 서로 통하여 QQ리스트에 있는 친구를 찾을 수 있다. 이후에 Wechat의 사용자가 증가했다.
2011년 8월 3일 Wechat2.5 버전을 출시했다. 이는 소셜에서 주변 탐색을 선택하고 사용자 현위지 데이터는 짧은 시간 동안 저장된다. 그리고 근처의 모든 사용자ID를 찾을 수 있고 친구를 추가할 수 있다. 이 버전을 사용자 자체가 새로운 낯선 사람과 친구를 사귀고 싶어서 긴장하고 흥분한 기분을 가지고 있어서 활성을 높이다.
2011년 10월 18일 Wechat3.0버전을 출시했다. 이는 흔들기, 병편지의 기능이 처음으로 추가하고 영상 메시지도 보낼 수 있다. 그리고 홍콩, 타이완, 오세아니아, 미국, 일본 다섯 개 국가에서 사용자의 Wechat와 전화 번호를 묶을 수 있다.
2012년 5월 24일 Wechat4.0 버전을 출시했다. 이 버전이 모멘트에 사용자 자신만 앨범을 있고 모두 친구는 사진에 위한 "좋아요" 나 "댓글"의 기능을 추가했다. 이 모멘트에서 친구글 서로 교류릏 더 편하다.
2012년 8월 22일, Android시스템으로 Wechat4.2 버전을 출시했다.
2012년 10월 19일 Android시스템으로 Wechat4.3 버전을 출시했다. 이는 흔들기의 기능 갱신하고, 어음 검색 등 기능을 추가했다.
그리고 Android시스템뿐만 아니라 2011년 3월 부타 iOS시스템 및 2012년 4월부터 Windows시스템도 출시했다. 위챗이 각 시스템 특징을 따라 기능은 약간의 변화를 가지고 더 편하게 사용할 수 있다.

## 고객 정보의 관리
중국 공산당이 무작위로 허가없이 정보수집을 할 수 있는 법안이 있어 이용에 주의해야한다.

## 모바일 브랜치
신한은행의 중국현지법인 신한은행(중국) 유한공사가 위챗의 위챗 미니 프로그램에 모바일 브랜치.를 열었다. 위챗 미니프로그램은 별도 어플리케이션 설치 없이 위챗 메신저와 연동해 금융과 쇼핑, 교통 등 다양한 분야의 서비스를 연결해 이용할 수 있는 인앱형 프로그램이다.따라서 위챗 사용자들은 별도의 어플리케이션을 다운 받지 않고 간편하게 신한은행(중국)유한공사의 정기예금, 적금 상품가입, 거래내역 조회 등 다양한 금융 서비스 이용이 쉬워질 수 있다.

## 같이 보기
- 카카오톡
- 틱톡
- 왓츠앱
- 구글 토크
- 챗온
- 라인 (소프트웨어)
- 텐센트 QQ